# Howard McGhee
Howard McGhee (Tulsa, 6 maart 1918 – New York, 17 juli 1987) was een Amerikaanse jazztrompettist.

## Jeugd
McGhee's familie verhuisde naar Detroit toen hij zes jaar oud was. Hij kreeg zijn eerste klarinetlessen op de middelbare school.

## Carrière
Nadat hij de school had verlaten, wisselde hij naar de tenorsaxofoon, ging naar Californië, waar hij speelde in de band van Gene Coy. In 1935 wisselde McGhee naar het trompetspel, dat hij bij de Art Bronson-band tot verheffing bracht. Louis Armstrong was toentertijd zijn grote voorbeeld. Van 1936 tot 1940 speelde hij met plaatselijke bands, totdat hij werd ontdekt door Lionel Hampton, die hem onderbracht bij de band van Andy Kirk. Tijdens deze periode ontmoette hij Dizzy Gillespie, die hem muzikaal zeer beïnvloedde. Er volgden korte gastoptredens bij Charlie Barnet en Coleman Hawkins.
Als leerling van Dizzy Gillespie concentreerde hij zich spoedig op de bop en werd daarbij beïnvloed door Roy Eldridge, de meester van de swing. In het midden van de jaren 1940 speelde hij bij de band van Charlie Parker als opvolger van Miles Davis, nam een reeks platen op voor onder andere Black & White Records (Ooda Coo Bop) en musiceerde met Lester Young, Sonny Criss, Dodo Marmarosa en Hampton Hawes. Hij werd bekend door zijn sextet en de samenwerking met Coleman Hawkins, als diens opvolger met de tenorsaxofoon hij later Teddy Edwards opnam. Met Jazz at the Philharmonic van Norman Granz ging McGhee in 1947 op tournee.
Op zijn beurt beïnvloedde hij onder andere de trompettist Fats Navarro en de broers Percy en Jimmy Heath, die hij in 1947/1948 opnam bij zijn band. Gezamenlijke plaatopnamen ontstonden in 1948 ook met de zangeres Mary Ann McCall, de saxofonist Dexter Gordon en voor Savoy Records met het samen met Milt Jackson geleide sextet.
Met Charlie Parker, Bud Powell en Bessie Smith telt McGhee tot de grote tragedies van de jazz. De legende droeg eraan bij, dat hij in juli 1987 precies 20 jaar na John Coltrane overleed en gelijktijdig op de 28e sterfdag van Billie Holiday (1959). Brian Priestley ziet McGhee als belangrijke schakel tussen swing en bop.

## Overlijden
Howard McGee overleed in juli 1987 op 69-jarige leeftijd.

## Discografie
- 1945: Howard McGhee: On Dial – The Complete Sessions (Spotlite SPJ 131) met James Moody, Dodo Marmarosa, Hank Jones, Milt Jackson, Ray Brown, J.C. Heard
- 1946: Bird and Pres: The '46 Concerts Jazz at the Philharmonic
- 1948: Howard McGhee: 1948 (Classics 1058) met Fats Navarro, Billy Eckstine, Jimmy Heath, Hank Jones, Ray Brown
- 1948: Howard McGhee & Milt Jackson (Savoy SV 1067)
- 1955: The Bop Master (Affinity AFF 765) met Pepper Adams, Duke Jordan, Tommy Flanagan, Sahib Shihab, Ron Carter, Percy Heath (Zwei Sessions von 1955 & 1960)
- 1961: Maggie's Back in Town!! (OJC 693) met Phineas Newborn, Leroy Vinnegar, Shelly Manne
- 1961: Sharp Edge (Black Lion) met George Coleman, Junior Mance, Jimmy Cobb
- 1976: Just Be There (Steeplechase SC 31204) met Horace Parlan, Kenny Clarke
- 1978: Home Run (Storyville STCD 8273)
- 1979: Wise in Time (Storyville STCD 8272)

- Biblioteca Nacional de España: XX1625774
- Bibliothèque nationale de France: cb13897309f (data)
- Gemeinsame Normdatei: 133689166
- International Standard Name Identifier: 0000 0000 8079 5915
- Library of Congress Control Number: n88619669
- MusicBrainz: 22b66dc2-f5b5-4c03-a4ca-083321bf8b6b
- Nationale Bibliotheek van Israël: 987007396595105171
- Nederlandse Thesaurus van Auteursnamen: 09959143X
- Istituto Centrale per il Catalogo Unico: LO1V268910
- SNAC: w6mk7f7f
- Système universitaire de documentation: 156625466
- Virtual International Authority File: 197087
- WorldCat: E39PBJghpDRhKYbRwYkQVvYtrq